# Gussikha
Gussikha (en rus: Гусиха) és un poble de l'óblast de Saràtov, a Rússia, segons el cens del 2010 tenia 6 habitants. Pertany al districte municipal d'Ivantéievka.